# Never+land
never+land es el primer álbum original de estudio de la cantante japonesa misono, lanzado al mercado el día 28 de febrero del año 2007 bajo el sello avex trax.

## Detalles
El primer álbum original de estudio de misono, conteniendo todos sus trabajos desde su sencillo debut "VS" hasta "A.__~Answer~". De los sencillos que ya se han lanzado al mercado extrañamente han quedado fuera "Kojin Jugyō" y "Hot Time", singles de cara A de misono que han sido promocionados, y sin embargo han sido incluidos los lados B de dichos singles. En reemplazo de "Kojin Jugyō", que es un cover de la banda japonesa de los años setenta Finger 5, fue incluido un medley de esta banda donde misono interpreta varios de sus éxitos. Los temas presentes en el medley, a excepción del que es el segundo sencillo de misono, no fueron nunca lanzados a la luz en sus versiones completas originales, y están sólo disponibles en esta pista. El tema del álbum al igual que la mayoría de sus sencillos anteriormente lanzados, son fábulas y cuentos infantiles, desde Blancanieves hasta Peter Pan. El tema incluido en el álbum "Suna no Shiro no Mermaid" ha sido utilizado como principal promoción para días antes del álbum, ya que a pesar de que no fue planeado para ser lanzado como sencillo si fue grabado un vídeo musical que ha tenido rotación regular por canales de televisión nipones. Un medley que incluye varios temas de la artista también está incluido dentro del álbum.
El lanzamiento del álbum es en tres formatos diferentes. La versión regular que sólo incluye el disco con never+land, la versión con un DVD que incluye algunos videos musicales, y una versión con un libro de fotografías de edición limitada. El DVD incluye el vídeo musical de "Hot Time", que no está incluido en el álbum como una pista más en el disco de audio, y sí incluye el vídeo musical de "A__" que anteriormente no fue incluido en el DVD del sencillo de doble cara de misono.

## Canciones

### CD
1. Powder (パウダー?)
2. Lovely Cat's Eye　~Neko wa Kotatsu de Maruku Naranai no Maki~ (ラブリー・キャッツアイ～ネコはコタツで丸くならないの巻～?)
3. Speedrive (スピードライブ?)
4. A.__
5. Ari to Kigirisu ~10 years later~ (アリとキリギリス ～10 years later～?)
6. Suna no Shiro no Mermaid ~Riku to Umi no Sekai~ (砂の城のマーメイド ～陸と海の世界～?)
7. Kodomo no Jijo > Otona no Shijo 2 (子供の事情>大人の私情2?)
8. Glass no Kutsu (ガラスのくつ?)
9. VS
10. Finger 5 Medley (フィンガー5メドレー?)
Temas incluidos:
"Kojin Jugyō" (個人授業), "Koi no Dial 6700 (Six Seven Ou Ou)" (恋のダイヤル6700), "Gakuen Tengoku" (学園天国) y "Koi no Daiyogen" (恋の大予言).
11. pinkies
12. Re:

### DVD
1. A.__~answer~ (Music Clip)
2. Suna no Shiro no Mermaid ~Riku to Umi no Sekai~ (Music Clip)
3. The Making
4. Hot Time (Mud 1 Take ver.)

## Ventas
| Lanzamiento           | Lista                       | Puesto | Ventas iniciales | Ventas totales |
| --------------------- | --------------------------- | ------ | ---------------- | -------------- |
| 25 de febrero de 2007 | Listas de álbumes de Oricon | #10    | 10.252           |                |

- Datos: Q3049083